# Kristian Kiehling

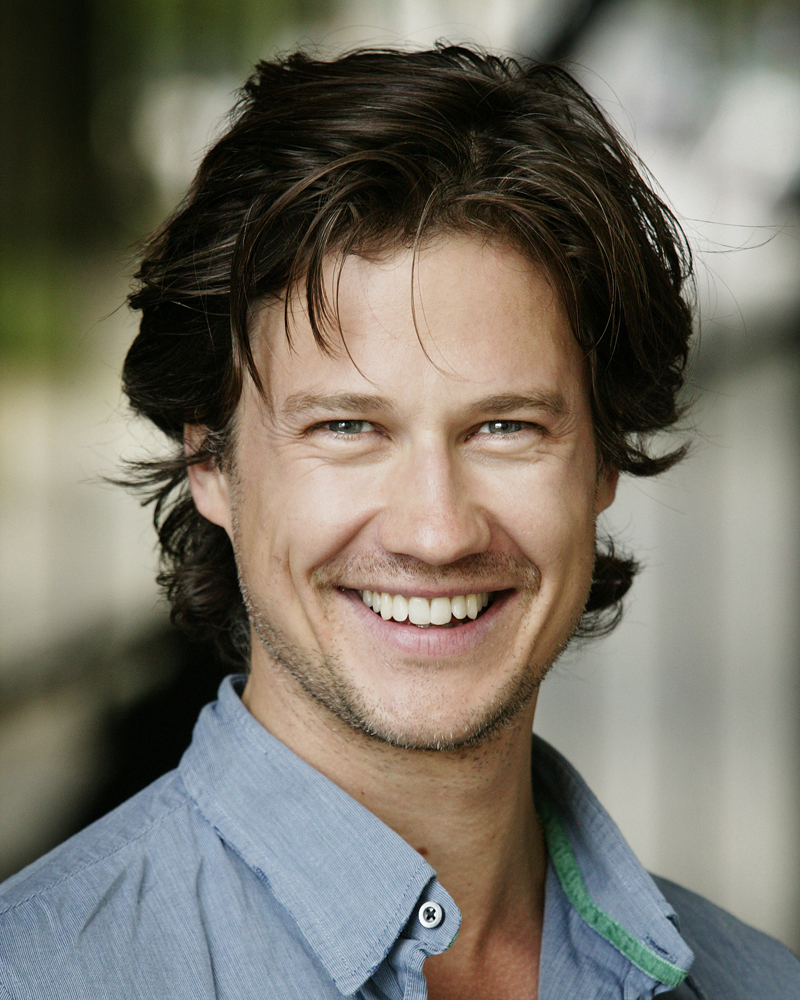
Kristian Kiehling (2012)

Kristian Erik Kiehling (* 17. September 1976 in Holstebro, Dänemark) ist ein deutscher Schauspieler und Filmemacher mit lettischen Wurzeln.

## Leben
Kristian Kiehling kam 1976 in Dänemark als Sohn einer lettischen Journalistin und eines Kapitäns zur Welt.
1997 gab Kiehling in der Pilotfolge der RTL-Serie S.O.S. Barracuda sein Schauspieldebüt vor der Kamera und begann seine Schauspielausbildung am Mozarteum in Salzburg, die bis 2001 andauerte. Während seiner Ausbildung folgten weitere Gastrollen in Fernsehserien wie Alphateam – Die Lebensretter im OP und Im Namen des Gesetzes. 1999 war er unter der Regie von Anne Bogart in dem Stück Short Stories auf dem Charleville Festival erstmals am Theater zu sehen. Seitdem steht er auf mehreren deutschen Theaterbühnen, so von 2000 bis 2001 in verschiedenen Aufführungen am Schauspiel Köln und 2003 am Theaterhaus Stuttgart in der Inszenierung The killer in me is the killer in you my love von Andri Beyeler.
2007 debütierte er im britischen Fernsehen in der BBC-Serie Waking the Dead – Im Auftrag der Toten. 2009 besetzte ihn Ulrich König an der Seite von Julie Engelbrecht und Gottfried John in dem Märchenfilm Rumpelstilzchen in der Rolle des Prinzen Moritz. 2011 übernahm er in dem britischen Filmdrama Will – Folge deinem Traum die Rolle des jugoslawischen Fußballprofis Alek Zukic. 2013 sah man ihn in der ARD-Seifenoper Verbotene Liebe als rebellischen Modedesigner Juri Adam. 2014 war er in der britischen Fernsehserie EastEnders als Aleks Shirovs zu sehen.
Sein Regiedebüt Chronicle Of A Summer In Europe lief als documentary centerpiece auf dem Lighthouse International Film Festival 2016.
2018 produzierte Kiehling mit der Deutschen Film und Fernseh Akademie Berlin den Kurzfilm Hochzeitstag, 2020 spielt er an der Seite von Viktorya Isakova die Rolle Rupert in dem russischen Kinofilm Odin Vdoch.
2021 wurde sein Kurzfilm Dezember mit dem Prädikat „besonders wertvoll“ ausgezeichnet, und feierte am 9. April 2022 seine TV-Premiere im MDR.

## Soziales Engagement
Kiehling engagiert sich für die Hilfsorganisation Migrant Offshore Aid Station, die er mit seinem Projekt Wohin? unterstützte.

## Filmografie (Auswahl)
- 1997: S.O.S. Barracuda (Fernsehserie)
- 1997: Alphateam – Die Lebensretter im OP (Fernsehserie, Folge Gefährliche Fracht)
- 1997: Buddies – Leben auf der Überholspur
- 1997: Eine Herzensangelegenheit
- 1998: Balko (Fernsehserie, Folge Stahldschungel)
- 1999: Dr. Sommerfeld – Neues vom Bülowbogen (Fernsehserie, Folge Coming Out)
- 2000: Im Namen des Gesetzes (Fernsehserie, Folge Stille Post)
- 2003: Fast perfekt verlobt
- 2003: Berlin, Berlin (Fernsehserie, Folge Cinderello)
- 2003: Wilde Jungs – Men in Blue
- 2003: Der Preis der Wahrheit
- 2003: Küstenwache (Folge Unter Freunden)
- 2004: Die Wache (Fernsehserie, Folge Alles Theater)
- 2004: Pura Vida Ibiza
- 2004: Autobahnraser
- 2005: Unser Charly (Fernsehserie, Folge Schmutzige Geschäfte)
- 2005: Rosamunde Pilcher – Über den Wolken (Fernsehreihe)
- 2005: Scharf wie Chili
- 2005: Tsunami
- 2005: Arme Millionäre (Fernsehreihe; Folgen 1–4)
- 2005: SOKO Leipzig (Fernsehserie, Folge Die weiße Frau)
- 2005: Traumschiff  - Myanmar
- 2006: Polizeiruf 110 – Tod im Ballhaus (Fernsehreihe)
- 2007: I Want Candy
- 2007: Waking the Dead – Im Auftrag der Toten (Fernsehserie, Folge Double Bind)
- 2007: Speed Dating (Kurzfilm)
- 2007: The Bill (Fernsehserie, Folge Identity Fraud)
- 2007: Family (Kurzfilm)
- 2007: Zu schön für mich
- 2007: Die Tränen meiner Mutter
- 2007: SIX (Kurzfilm)
- 2008: The Royal Today
- 2008: Küstenwache (Fernsehserie, Folge Vertrauen ist tödlich)
- 2008: Novaya Zemlya
- 2008: Das Traumhotel – China (Fernsehreihe)
- 2008: Das Papst-Attentat
- 2009: All the small things
- 2009: In aller Freundschaft (Fernsehserie, 5 Folgen, ab Folge 433)
- 2010: SOKO Stuttgart (Fernsehserie, Folge Feuertaufe)
- 2010: SOKO 5113 (Fernsehserie, Folge Junggesellenabschied)
- 2010: Rumpelstilzchen
- 2010: Das Traumschiff – Indian Summer (Fernsehreihe)
- 2010: Inga Lindström – Schatten der Vergangenheit (Fernsehreihe)
- 2011: The German/Nemetz[17]
- 2011: Küstenwache (Folge In den Fängen der Macht)
- 2011: Will – Folge deinem Traum
- 2011: Kreuzfahrt ins Glück – Dubrovnik (Fernsehreihe)
- 2012: The Riders/Atlilar
- 2013: Verbotene Liebe (Fernsehserie)
- 2014: EastEnders (Fernsehserie, BBC)
- 2016: Das Traumschiff – Palau (Fernsehreihe)
- 2018: Hochzeitstag (Kurzfilm)
- 2019: Aktenzeichen XY ... ungelöst (Fernsehreihe)
- 2020: One Breath (Kinofilm)

## Theater
- 1999: Short Stories. (Charleville Festival) - Regie: Anne Bogart
- 2000: Schattenjungs.[18] (Schauspielhaus Köln) - Regie: Torsten Fischer
- 2000: Geist. (Schauspielhaus Köln) - Regie: Torsten Fischer
- 2001: Du lach nicht, aber das bin ich. (Schauspielhaus Köln) - Regie: Georg Möckel
- 2001: Der Streit.[19] (Schauspielhaus Köln) - Regie: Christian von Treskow
- 2001: Leonce und Lena. (Schauspielhaus Köln) - Regie: Günter Krämer
- 2002: Geöffnet.[20] (Projekt: Dostoprimitschatelnosti - Sehenswürdigkeiten, Berlin)[21] - Regie: Paul Peers
- 2002: Graf Öderland. (Schauspielhaus Köln) - Regie: Torsten Fischer
- 2003: The killer in me is the killer in you my love. (Studiotheater Stuttgart) - Regie: Tanja Richter
- 2004: Paradies. (Wagenhalle Stuttgart) - Regie: Tanja Richter
- 2008: Oxford Street.[22] (Royal Court Theatre) - Regie: Dawn Walton